# Bihorel
Bihorel é uma comuna francesa na região administrativa da Normandia, no departamento de Sena Marítimo. Estende-se por uma área de 2,51 km². Em 2010 a comuna tinha 8 498 habitantes (densidade: 3 385,7 hab./km²).728 hab/km².